# Acropora abrolhosensis
Espèce
Statut de conservation UICN

 VU A4cde : Vulnérable
Statut CITES
Acropora abrolhosensis est une espèce de coraux appartenant à la famille des Acroporidae.

## Étymologie
L'espèce a été nommé à cause de son abondance aux Îles Houtman Abrolhos.

## Découverte
L'espèce fut décrite pour la première fois par J. E. N. Veron en 1985, en Australie de l'ouest. Ensuite, en 1990, Veron le retrouve à nouveau au nord de l'île Éfaté, au Vanuatu. En 1998, on découvre un spécimen à Rat Island, une île au sud d'Houtman Abrolhos.

## Description et caractéristiques
Acropora abrolhosensis est caractérisé par ses corallites radiales larges de 2,5 à 3,5 mm (3,2 dans le cas de l'holotype de Veron), avec un diamètre intérieur de 0,9 à 1,5 mm.

## Habitat et répartition
Cette espèce se rencontre au Japon, en Australie, dans la mer de Corail, dans la Grande barrière de corail, dans la mer de la Chine orientale, à l'ouest du Pacifique et aux îles Salomon. Elle vit jusqu'à 18 m de profondeur, dans les lagons.